# Łążek (Krościenko Wyżne)
Łążek – przysiółek wsi Krościenko Wyżne w Polsce, położony w województwie podkarpackim, w powiecie krośnieńskim, w gminie Krościenko Wyżne.
W latach 1975–1998 miejscowość administracyjnie należała do województwa krośnieńskiego.